# Nachlass zum Montreux Jazz Festival

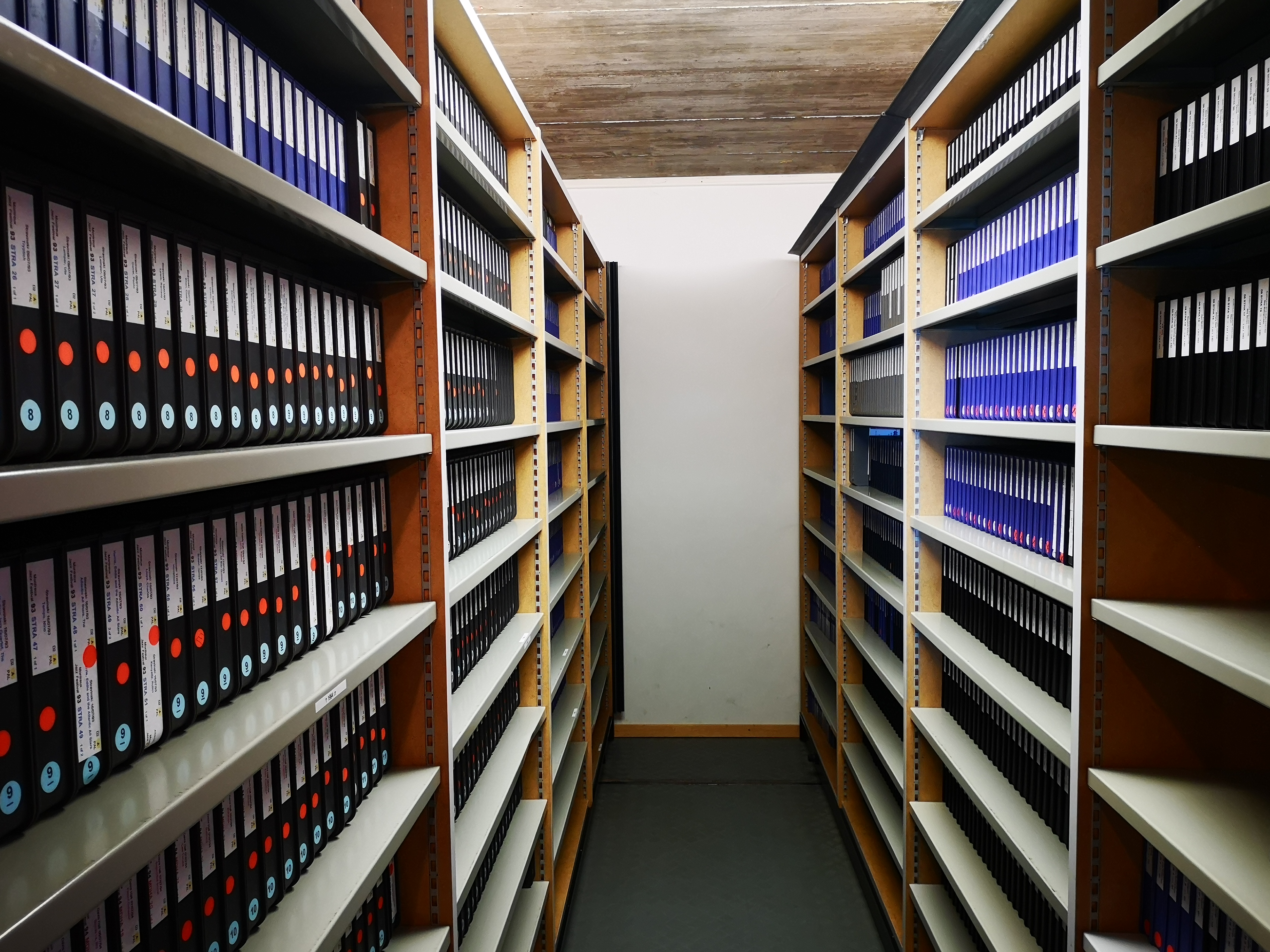
Das Archiv im Chalet von Claude Nobs

Der Nachlass zum Montreux Jazz Festival (französisch L'héritage du Montreux Jazz Festival) ist eine umfangreiche Sammlung von Konzertaufnahmen des Montreux Jazz Festival. 2013 wurde sie als erste audiovisuelle Sammlung im Register des Weltdokumentenerbe der UNESCO aufgenommen.

## Hintergrund
Seit Beginn des Festivals im Jahr 1967 war Claude Nobs, Gründer und langjähriger Leiter, bemüht, die Konzerte in bestmöglicher Qualität aufzuzeichnen (im ersten Jahr nur als Tonaufnahme). Seine Absicht war nicht nur, dass die Künstler Montreux mit guten Erinnerungen verlassen, sondern auch ein Masterband ihres Konzerts mitnehmen und damit im besten Fall den Namen Montreux in die ganze Welt tragen.:8,10 In diesem Kontext entstand 1975 auch das Tonstudio Mountain Studios direkt neben dem Konzertsaal im Casino Montreux.

## Inhalt der Sammlung

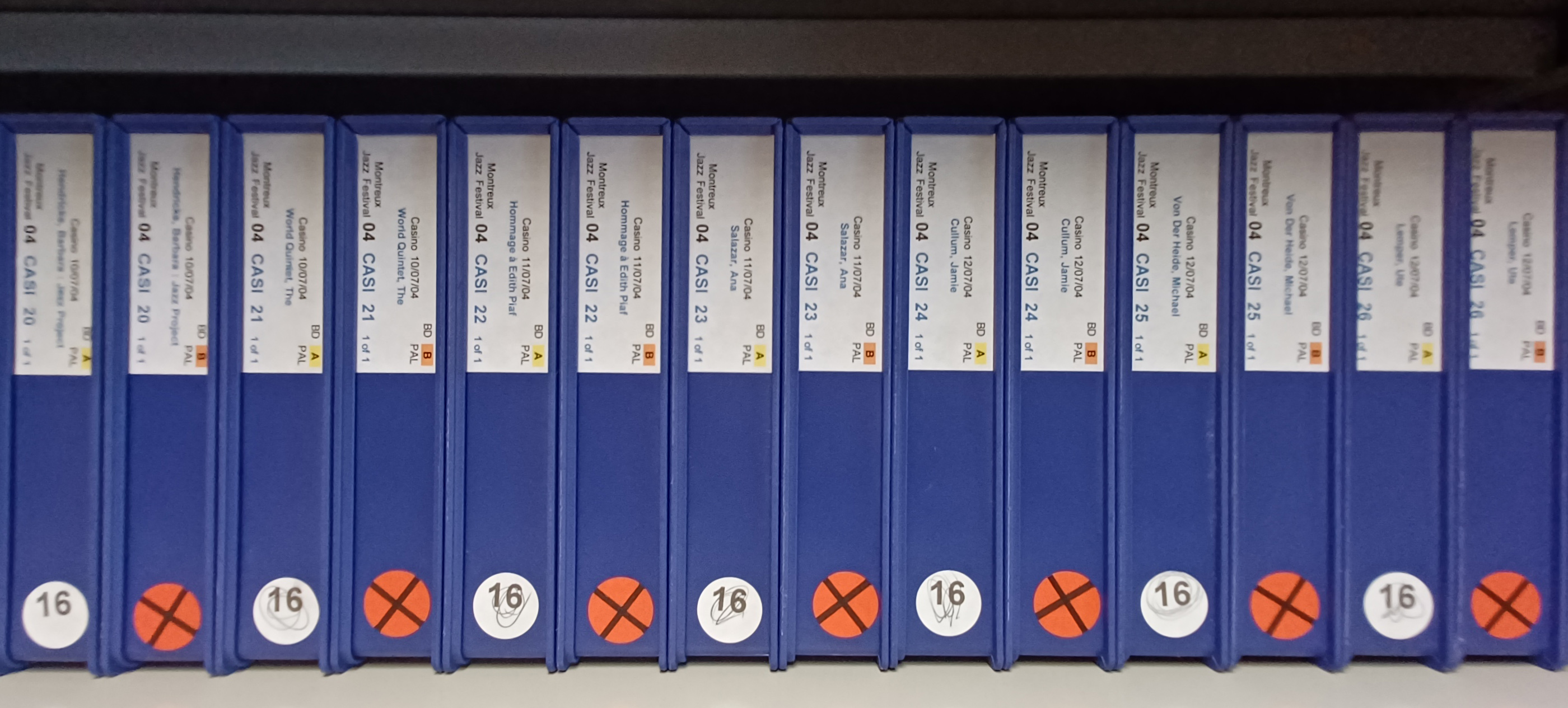
PAL-Kassetten im Archiv der Claude Nobs-Stiftung

Das Archiv umfasst eine einzigartige und seltene Sammlung von Konzerten und Jam-Sessions von Grössen des Jazz, Blues, Rock und Pop wie Erroll Garner, Count Basie, Lionel Hampton, Dizzy Gillespie, Oscar Peterson, David Bowie, James Brown, Ray Charles, Miles Davis, Ella Fitzgerald, Aretha Franklin, B. B. King, Prince und Nina Simone. Besonders hervorzuheben sind die einzige TV-Aufzeichnung einer Konzerts von Marvin Gaye und das drittletzte Konzert von Miles Davis, von Quincy Jones dirigiert. Zur Zeit der Anfänge des Festivals waren gerade Videoaufnahmen noch selten. Aufnahmen aus Montreux hatten als Schallplatten teilweise grossen Erfolg – besonders hervorzuheben ist die Aufzeichnung des Konzerts von Les McCann (Klavier) und Eddie Harris (Saxophon) von 1969, die als «Swiss Movement» in den USA besonders gefeiert wurde.
Das Audio- und Videoarchiv umfasst mehr als 5000 Konzerte, insgesamt über 11'000 Stunden Videoaufnahmen und 6'000 Stunden Audioaufnahmen. Mit jeder neuen Ausgabe des Festivals wächst das Archiv weiter – wobei nicht alle Konzerte aufgenommen wurden. Zum Weltdokumentenerbe gehört streng genommen aber nur das Archivmaterial bis zur Registrierung im Jahr 2013.

“It’s the most important testimonial to the history of music, covering jazz, blues and rock.”

„Es ist das wichtigste Zeugnis der Musikgeschichte für Jazz, Blues und Rock.“

Claude Nobs selber erklärte, dass sein Archiv von Live-Musik von 1960 bis heute umfangreicher sei als alles, was sich in den Archiven von BBC oder Sammlungen in anderen Ländern finde.

## Aufnahmetechnik
Während zu Beginn nur eine Tonspur aufgezeichnet wurde, waren es 1973 bereits 16 und 1980 am Ende der analogen Aufzeichnungen 96 Tonspuren. Ebenso war Claude Nobs bemüht, auch sonst mit der technischen Entwicklung mitzugehen und Aufnahmen in höchster Qualität zu garantieren. Dafür wurde bereits 1991 ein Prototyp für HD-Aufnahmen von Sony eingesetzt.:10  Die Aufnahmen liegen in unterschiedlichsten Formaten vor (VCR-System, 3⁄4 Zoll breites Magnetband, 1-Zoll und 2-Zoll-MAZ, U-matic, Betacam SP, DAT, D-2, Digital Betacam, XD, D5 HD, HDCAM, XDCAM etc.). Viele Konzerte wurden in mehreren Formaten aufgezeichnet.

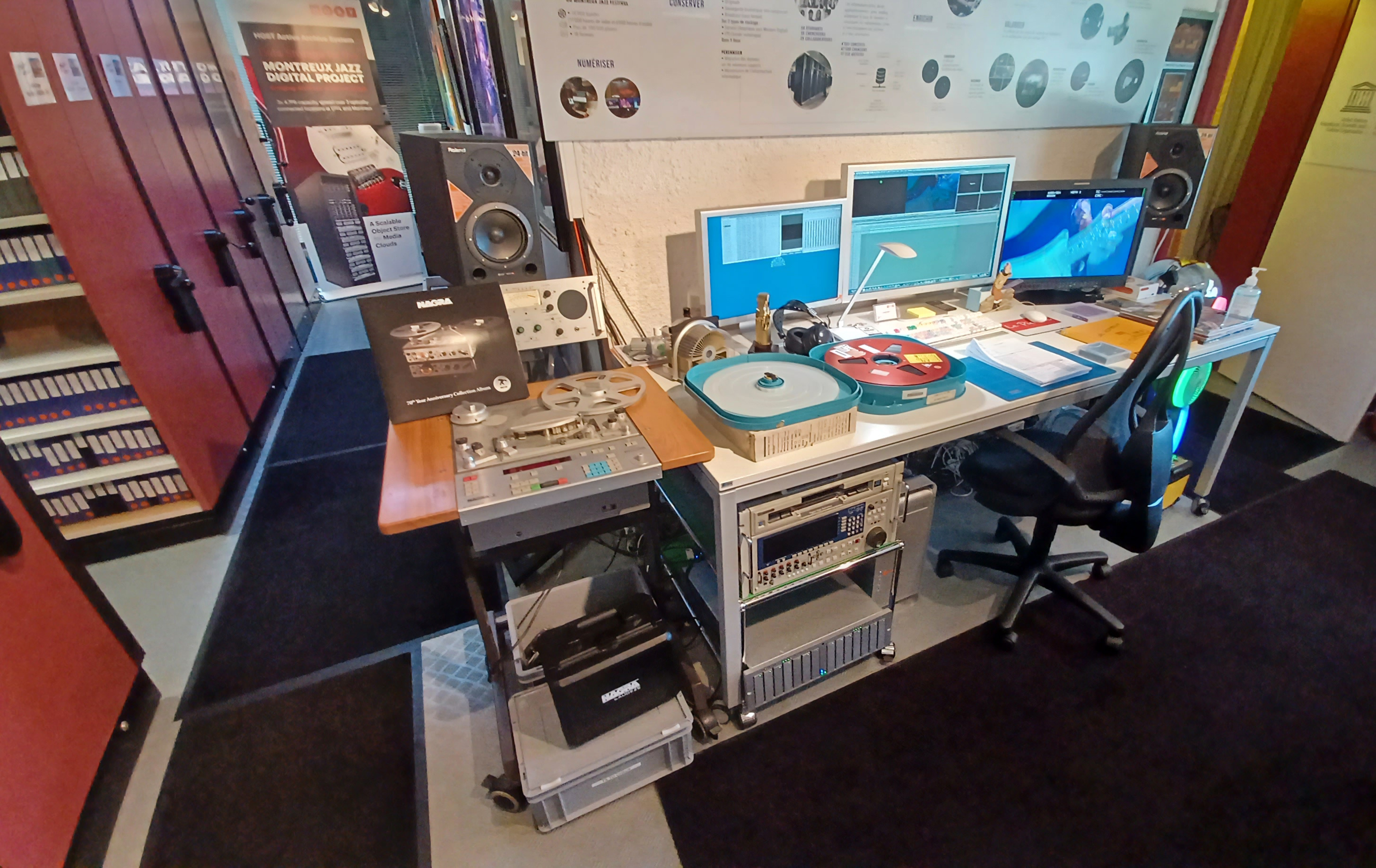
Digitalisierungsstation und Archiv im Chalet von Claude Nobs

## Entstehung und Eintragung
Zusammen mit seinem Partner Thierry Ansallem begann Claude Nobs 1988 mit der Sichtung und Archivierung des Materials – ein Prozess, der sich über viele Jahre hinzog. Bis heute sind nicht alle Aufnahmen vom Festival Teil des Archivs. Einzelne Aufnahmen sind im Archiv des Westschweizer Fernsehsenders RTS, der insbesondere zu Beginn viele Aufnahmen produzierte. Andere sind verschollen oder in Archiven ausländischer Fernsehanstalten, Musikproduzenten oder anderen Tonstudios. Zur Lagerung der Aufnahmen hat Claude Nobs in seinem Chalet in Caux VD einen Anbau errichten lassen. Das Archiv (Aufnahmen bis 2013) sind Eigentum der Claude Nobs Foundation, die 2013 nach dessen Tod von Thierry Ansallem gegründet wurde.
Ansallem bemühte sich auch um die Eintragung des Archivs ins Weltdokumentenerbe der UNESCO. Erstmals wurde eine audiovisuelle Sammlung von der UNESCO registriert. Hierzu hilfreich war die Unterstützung von Jazz-Grössen wie Herbie Hancock und Quincy Jones. Auch ein Brief von Hillary Clinton, in dem sie die Arbeit von Claude Nobs würdigte, wurde dem Begehren beigelegt. Es ist die zweite Schweizer Registrierung im Weltdokumentenerbe.

## Digitalisierung
Das Archiv wird seit 2007 von der École polytechnique fédérale de Lausanne im Rahmen des Montreux Jazz Digital Project digitalisiert. Dahinter stand vor allem die Absicht, durch digitale Kopien die Sammlung vor Zerfall zu schützen.
Ein Teil der Sammlung kann in den Filialen des Montreux Jazz Café in Montreux, Lausanne und Genf abgespielt werden. 1994 wurden erste Konzertauszüge auf der Website des Festivals publiziert.